# Pont Commodore Barry
Situé au nord-est de la ville américaine de Chester, le pont Commodore Barry est le quatrième plus long pont de type cantilever au monde quant à sa portée libre (le premier étant le Pont de Québec). Sa longueur est supérieure à 4 kilomètres. Il est uniquement destiné au trafic routier et permet de relier Chester (Pennsylvanie) à Bridgeport (New Jersey), près de Philadelphie en enjambant le fleuve Delaware. Il fait partie de l'US Route 322 et a été baptisé en l'honneur de John Barry (1745–1803). Le pont est la propriété de la Delaware River Port Authority. Il fut ouvert à la circulation le 1er février 1974.

## Historique
La construction du pont a commencé le 14 avril 1969 et il a été ouvert au trafic le 1er février 1974. La longueur totale du tablier est de 4 240 mètres et la travée principale est de 501 m, faisant de ce pont le quatrième plus long pont en porte-à-faux au monde et le plus long des États-Unis. La route a un total de cinq voies, séparées par une barrière Jersey ajoutée au pont en 2002. Le pont fait partie de la Route fédérale 322 et est raccordé à différentes routes locales.
Prévu à l'origine pour raccorder les autoroutes du New Jersey, le pont Commodore Barry devait lier l'Interstate 95, près de Chester, à l'Atlantic City Expressway, près d'Hammonton. Mais ce projet a été annulé quand il a été remarqué que la ville de Glassboro serait touchée.
En 1978, un feu majeur éclata à Wade Dump, un centre de recyclage et décharge illégale de produits chimiques situé sous le pont. La chaleur, les flammes et les fumées toxiques ont obligé à fermer temporairement le pont. Les produits chimiques ont blessé 43 pompiers et causé des séquelles aux premiers intervenants. En 1981, l'emplacement a été déclaré site de nettoyage Superfund et différents assainissements se sont déroulés durant les années 1980. En 1989, l'emplacement a été déclaré sûr, le retirant de la liste nationale prioritaire du Superfund. En 2004, l'emplacement a été converti en parking à destination du parc Barry Bridge.